# Пчелинцев, Лев Алексеевич
Лев Алексеевич Пчелинцев (12.04.1938-13.08.2007) — учёный в области оптимизации процессов испытаний, отработки и технической диагностики объектов ракетно-космической техники, доктор технических наук, профессор, заслуженный деятель науки РФ (1998).
Родился 12 апреля 1938 года в Тамбове в семье военнослужащего.
Окончил Харьковское высшее авиационно-инженерное военное училище (1960).
С августа 1960 года инженер по специальной аппаратуре 627-го ракетного полка (в/ч № 44150) в Козельске Калужской области (в составе 198-й ракетной бригады, которая в мае 1961 года стала 28-й гвардейской ракетной дивизией).
Вскоре их полк был передислоцирован на Космодром Байконур и 19 октября 1961 года переименован в 43-ю ОИИЧ (43-ю отдельную инженерно-испытательную часть) и с 10 апреля 1962 года вошёл в состав 2-го Инженерно-испытательного управления (в/ч 54333). После передислокации полка занимал должность помощника Начальника службы Главного инженера в/ч № 44150 по системе управления (в составе в/ч № 11284, НИИП-5).
С апреля по июнь 1962 года в Харькове на НПО «Электроприбор» участвовал в испытаниях систем управления межконтинентальных баллистических ракет Р-16 (8К64) и Р-16У (8К64У, шахтного базирования).
С 12 июня 1962 по 6 сентября 1965 года адъюнкт Артиллерийской академии имени Ф. Э. Дзержинского (кафедра наземного проверочно-пускового электрооборудования).
После окончания адъюнктуры — на преподавательской работе на кафедре наземного проверочно-пускового электрооборудования Пермского военного командно-инженерного училища (ПВКИУ).
В феврале 1966 года защитил кандидатскую диссертацию. После этого стал старшим преподавателем и читал собственный курс «Основы проверок».
На основе этого учебного курса в 1969 года была издана монография «Контроль и поиск» (Москва, издательство «Советское радио»).
С 5 января 1970 по 9 июня 1994 года служил в филиале 4-го Центрального научно-исследовательского института Министерства обороны СССР, в 1970 году преобразованного в 50-й ЦНИИ Космических сил (город Юбилейный Московской области, ныне в составе города Королёв): младший научный сотрудник, старший научный сотрудник, начальник отдела систем управления ракет-носителей, с 1989 г. начальник управления средств выведения космических аппаратов.
В 1975 году защитил диссертацию на соискание учёной степени доктора технических наук, после чего был утверждён в звании профессора.
В звании полковника уволен с военной службы 9 июня 1994 года по состоянию здоровья, продолжил работу в должности ведущего научного сотрудника 50-го ЦНИИ Военно-космических сил имени М. К. Тихонравова.
Специалист в области оптимизации процессов испытаний, отработки и технической диагностики объектов ракетно-космической техники.
Под его руководством:
- созданы теоретические основы стохастических методов контроля и диагностики систем управления движения космических аппаратов,
- разработаны методы своевременного обнаружения динамических аварийных ситуаций на борту космических кораблей и орбитальных станций,
- определены оценки вероятности столкновения космических аппаратов с фрагментами космического мусора.

Основатель научной школы по проблемам стохастической оптимизации процессов наземной и лётной отработки и испытаний ракетно-космических комплексов.
Участвовал в приёмке ракетно-космических комплексов «Протон», «Зенит» и в испытаниях многоразовой транспортной космической системы «Энергия-Буран».
Автор более 300 научных трудов, из них 15 монографий.
Заслуженный деятель науки РФ (24.04.1998). Награждён орденом «Знак Почёта» (30.12.1990) — за заслуги в создании и проведении испытаний Многоразовой космической системы "Энергия — Буран.
Умер 13 августа 2007 года после тяжёлой и продолжительной болезни. Похоронен на Невзоровском кладбище (Московская область, Пушкинский район, недалеко от г. Ивантеевка), участок 48.